# フタバサウルス (恐竜)
"フタバサウルス"（"Futabasaurus"）は、後期白亜紀の日本から知られる獣脚類恐竜の非公式な属名であり、福島県双葉郡広野町の双葉層群の芦沢層のコニアク期の地層から発見された脛骨のみが知られる。この名は1990年に作家のデヴィッド・ランバート（David Lambert ）によってこの未記載の獣脚類の日本での通称”フタバリュウ”を変換して作られた。同年、董枝明、長谷川善和、東洋一により写真が発表され、脛骨の化石についての簡単な議論が行われている。不確定なティラノサウルス科とみなされている。フタバサウルスの名は既に首長竜に使用されてしまったため、この標本が最終的に命名、記載される際は別の名前が必要である。